# Valerios Stais
Valerios Stais (řecky: Βαλέριος Στάης; 1857, Kythéra – 1923, Athény) byl řecký archeolog. Nejprve studoval lékařství, ale později přešel k archeologii. Svůj doktorský titul získal na Univerzitě Martina Luthera v roce 1885. Od roku 1887 pracoval v Národním archeologickém muzeu v Athénách, jehož se stal nakonec ředitelem a tento post držel až do své smrti. Během tohoto období organizoval a účastnil se vykopávek v Epidauru, Argolisu, Attice, Dimini, Antikythéře a jinde. Napsal také mnoho archeologických studií, publikovaných v různých novinách a především v Archeologiki Efimeris (Αρχαιολογική Εφημερίς „Archeologické noviny“) a mnoha knihách.
Valerios Stais se také stal prvním, kdo rozpoznal mechanismus z Antikythéry z hrudek archeologického materiálu, který byl získán z vraku nalezeného poblíž pobřeží Antikythéry v roce 1900.